# Racisme dans le milieu du jeu vidéo
Le racisme dans le milieu du jeu vidéo désigne une discrimination caractérisée de diverses manières, notamment par la représentation des ethnicités dans l'industrie du jeu vidéo et dans les jeux vidéo eux-mêmes en tant que produits culturels.

## Démographie des joueurs de jeux vidéo
Les études ont des résultats différents sur le sujet de l'ethnicité des joueurs de jeu vidéo : tandis qu'une étude trouve que les enfants Afro-Américains et Hispaniques et Latino-Américains jouent davantage aux jeux vidéo, le Pew Research Center estime qu'on compte 73,9 % d'enfants blancs et 26,1 % d'enfants non blancs jouant aux jeux vidéo aux États-Unis.
Le Pew Research Center trouve cependant que 19 % d'hispaniques et 11 % de Noirs se qualifient de l'attribut « gamer », contre 7 % de blancs. Un autre rapport de la Kaiser Family Foundation trouve que les jeunes de 8 à 18 ans, afro-américains et latino-américains, passent plus de temps en moyenne que les enfants blancs à jouer aux jeux vidéo. Ces chiffres sont appuyés par une autre étude de Nielsen.
Une autre étude de Pew Research montre que 89 % des adolescents noirs jouent aux jeux vidéo, ainsi que 69 % des adolescents latino-américains. Les joueurs blancs et latino-américains sont plus enclins à se dire en colère lorsqu'ils jouent en ligne.

## Représentation des ethnicités dans l'industrie du jeu vidéo
Un rapport de 2014 et 2015 publié en 2016 par l'International Game Developers Association trouve que les employés de couleur sont sous-représentés dans les fonctions de management supérieur, et moins payés que les développeurs blancs à rôle équivalent L'organisatrice de conventions de jeu vidéo Avinelle Wing dit en interview que « l'industrie a un problème encore plus gros avec le racisme qu'avec le sexisme ».
Le manque de diversité au sein de l'industrie contribue à la sous-représentation des personnages représentatifs au sein des jeux vidéo eux-mêmes. Dennis Mathews, game designer chez Revelation Interaction Studios, suggère que l'exclusion des développeurs non blancs participe aux clichés racistes dans le développement des jeux, dans leur financement, et dans leur promotion.
La Game Developers Conference, une conférence annuelle de l'industrie ouverte aux joueurs et aux professionnels, a ouvert un programme spécial pour parler entre autres de diversité, de censure et de qualité de vie, toujours sur le thème des questions sociales. Le programme commence en 2013 pour parler du sexisme dans le milieu du jeu vidéo et se concentre de plus en plus sur les questions sociales générales.

## Représentation des ethnicités dans les jeux vidéo

Couleur de peau la plus claire et la plus foncée d'un personnage humain dans The Elder Scrolls V: Skyrim.

Les études sur l'ethnicité sont beaucoup moins nombreuses que les études sur la représentation des genres dans les jeux vidéo. La peau claire est vue comme la couleur par défaut de beaucoup de personnages de jeu.
Dans une étude de Children Now faite en 2001, sur 1 716 personnages de jeu vidéo analysés, tous les personnages latino sont dans des jeux de sport, le plus souvent représentant du baseball. 83 % des personnages africains-américains masculins sont des compétiteurs sportifs, tandis que 86 % des femmes noires sont des figurantes, des spectatrices de jeu compétitif ou des participantes de jeux non compétitifs. En 2007, une étude d'Anna Everett et Craig Watkins note une proportion croissante de personnages hispaniques et noirs en parallèle de la popularité croissante des jeux « urbains »[Quoi ?]. Dans le genre jeu d'action de type urbain[Quoi ?], les noirs et les hispaniques sont typiquement violents, criminels et sexuellement très actifs. Dans le genre sport, les Noirs sont habituellement verbalement agressifs et extraordinairement musclés. Les personnages afro-américains sont plus souvent représentés comme agressifs ou athlétiques que la moyenne.
Dans une étude de 150 jeux sur 9 plates-formes en 2009, Dmitri Williams trouve que moins de 3 % de personnages de jeu vidéo sont ouvertement hispaniques et aucun n'est jouable. Les personnages amérindiens et métisses n'existent pas, sauf dans quelques titres où les amérindiens sont les héros de jeux, par exemple dans la série Turok et le jeu Prey sorti en 2006. Les personnages afro-américains sont représentés à 10,74 %, sauf que la plupart sont des athlètes ou des criminels. Dans une étude qui reprend les 10 jeux les mieux notés de chaque année entre 2007 et 2012, Ross Orlando trouve que les personnages noirs et asiatiques ont chacun 3 % de héros, et les latinos seulement 1 %.